# Bruno da Mota Miranda
Bruno da Mota Miranda, meglio noto come Bruno Mota (Curitiba, 22 maggio 1995), è un calciatore brasiliano, centrocampista del São José.

## Carriera
Ha giocato nella seconda divisione brasiliana e nella prima divisione dei campionati brasiliano e turco.